# Du Zhu
Du Zhu (chinês: 杜珠) foi uma imperatriz Jie do estado chinês Chao Posterior. Ela foi a segunda imperatriz de Shi Hu (Imperador Wu). Du Zhu era inicialmente uma prostituta de família de um general de Jin, Wang Jun (王浚).